# Noppenberg (Duitsland)
Noppenberg is een plaats in de Duitse gemeente Herzogenrath, deelstaat Noordrijn-Westfalen, en telt 450 inwoners (sinds 2008).

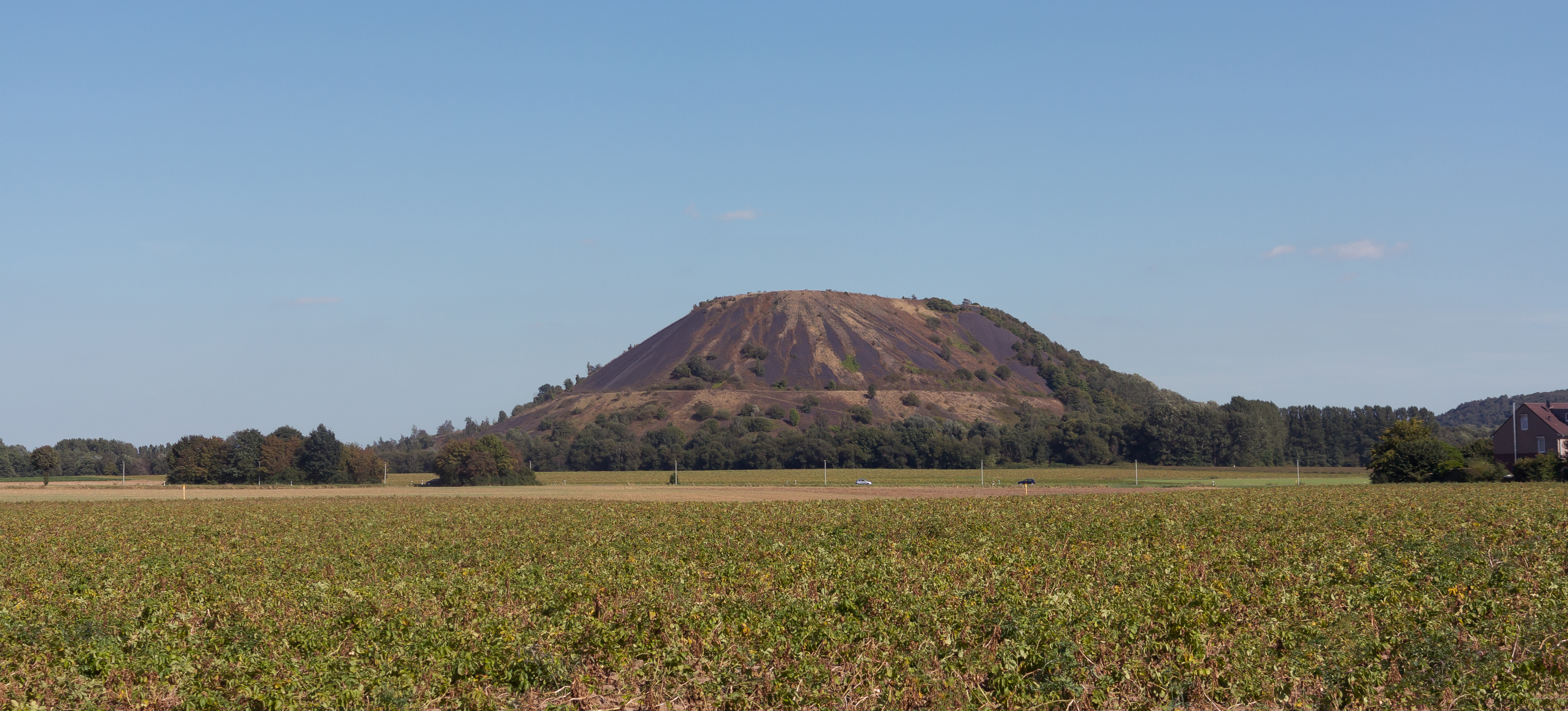
Natuurbeschermingsgebied: Berghalden-Noppenberg

Herzogenrath · Kohlscheid · Merkstein · Niederbardenberg · Noppenberg · Straß

Stedenregio Aken · Regierungsbezirk Keulen · Noordrijn-Westfalen